# Lądowisko Wielkie Lniska
Lądowisko Wielkie Lniska – śmigłowcowe lądowisko w Wielkich Lniskach, w gminie Grudziądz, w województwie kujawsko-pomorskim. Leży ok. 8 km na wschód od Grudziądza. Lądowisko należy do firmy Lima Sp. z o.o.
Lądowisko figuruje w ewidencji lądowisk Urzędu Lotnictwa Cywilnego od 2015 roku.